# Davide Valsecchi
Davide Valsecchi, (născut la data de 24 ianuarie 1987, în Eupilio, Italia) este un pilot de curse, care a participat în GP2 Series, competiție pe care a și câștigat-o în sezonul 2012. În cariera lui, a fost pilot de teste pentru echipele de Formula 1 Team Lotus și Lotus F1 Team.

## Cariera în Formula 1
| Sezon | Echipă        | Puncte      | Loc clasament general |
| ----- | ------------- | ----------- | --------------------- |
| 2011  | Team Lotus    | Pilot teste | -                     |
| 2013  | Lotus F1 Team | Pilot teste | -                     |

## Cariera în Motor Sport
| Sezon | Competiție | Puncte | Loc clasament general |
| ----- | ---------- | ------ | --------------------- |
| 2008  | GP2 Series | 11     | 15                    |
| 2009  | GP2 Series | 12     | 17                    |
| 2010  | GP2 Series | 31     | 8                     |
| 2011  | GP2 Series | 30     | 8                     |
| 2012  | GP2 Series | 247    | 1                     |